# Argumentumelv

Az egyszerű zárt C görbe (feketével), f nullhelyei (kékkel) és f pólusai (pirossal). Itt.

A komplex függvénytanban az argumentumelv kapcsolatba hozza egy meromorf függvény nullhelyeinek és pólusainak számát a függvény logaritmikus deriváltjának zárt út mentén való integráljával. 
Speciálisan, ha f(z) meromorf egy zárt görbe,  C belsejében és a görbén, és az f függvénynek nincsenek a  C görbén nullhelyei illetve pólusai, akkor 
{\displaystyle \oint _{C}{f'(z) \over f(z)}\,dz=2\pi i(N-P)}
ahol N és P rendre a nullhelyek és pólusok számát jelöli a C görbe belsejében multiplicitással illetve renddel számolva. A tételnek ez a alakja feltételezi, hogy a C görbe egyszerű, és az óramutató járásával ellentétesen irányított.
Általánosabban feltesszük hogy f(z) meromorf a komplex sík egy Ω nyílt részhalmazán, és legyen  C zárt görbe az Ω halmazon, és itt összehúzható egy pontra, továbbá elkerüli f(z) nullhelyeit és pólusait. Jelölje minden z ∈ Ω esetén n(C,z) a C z körüli körülfordulási számát. Ekkor :{\displaystyle \oint _{C}{\frac {f'(z)}{f(z)}}\,dz=2\pi i\left(\sum _{a}n(C,a)-\sum _{b}n(C,b)\right)},
ahol az első összeg f nullhelyein megy végig multiplicitással, és a második f pólusain renddel számítva.

## A körintegrál értelmezése
Az  {\displaystyle \oint _{C}{\frac {f'(z)}{f(z)}}\,dz} körintegrál értelmezhető, mint az  f(C) nulla körüli körülfordulási számának  2πi-szerese, az w = f(z) helyettesítéssel: 
{\displaystyle \oint _{C}{\frac {f'(z)}{f(z)}}\,dz=\oint _{f(C)}{\frac {1}{w}}\,dw}
Ez f(z) argumentumának teljes megváltozása, ahogy z bejárja a teljes C görbét; ez magyarázza a tétel elnevezését, és következik abból, hogy:
{\displaystyle {\frac {d}{dz}}\log(f(z))={\frac {f'(z)}{f(z)}}}
és az argumentum és a logaritmus kapcsolatából.

## Általánosítása
Ha g analitikus a teljes {\displaystyle \Omega } tartományban, akkor:
{\displaystyle \oint _{C}{f'(z) \over f(z)}g(z)\,dz=2\pi i\left(\sum _{a}g(a)n(C,a)-\sum _{b}g(b)n(C,b)\right)}
ahol az első összeg f  nullhelyeit futja be multiplicitással, és a második f pólusait renddel.

## Alkalmazásai
Az argumentumelv használható gyökök és pólusok keresésére számítógéppel. Az {\displaystyle {1 \over 2\pi i}\oint _{C}{f'(z) \over f(z)}\,dz} kifejezés még kerekítési hibákkal is közel egész lesz. Különböző C görbékkel információhoz juthatunk a nullhelyek és a pólusok elhelyezkedéséről. A Riemann-sejtést is argumentumelvvel tesztelik, hogy felső korlátot adjanak a Riemann-féle kszi-függvény nullhelyeire a kritikus egyenest metsző téglalapok használatával.
Rouché tételének bizonyítása felhasználja az argumentumelvet.
A visszacsatolás ellenőrzésének elméletéről szóló modern könyvek az argumentumelvvel alapozzák meg a  Nyquist stabilitási kritériumot. 
Egy általánosabb megfogalmazásban, ha g analitikus, akkor
{\displaystyle {\frac {1}{2\pi i}}\oint _{C}g(z){\frac {f'(z)}{f(z)}}\,dz=\sum _{a}n(C,a)g(a)-\sum _{b}n(C,b)g(b).}
Például, ha f polinom, és gyökei a C görbe belsejében z1, ..., zp, és  g(z) = zk, akkor
{\displaystyle {\frac {1}{2\pi i}}\oint _{C}z^{k}{\frac {f'(z)}{f(z)}}\,dz=z_{1}^{k}+z_{2}^{k}+\dots +z_{p}^{k},}
f gyökeinek hatványösszeg szimmetrikus polinomja.
Egy másik következmény, hogy ha alkalmasan választjuk az f és a g függvényeket, akkor az
{\displaystyle \oint _{C}f(z){g'(z) \over g(z)}\,dz}
integrál az Abel–Plana-formulát adja:
{\displaystyle \sum _{n=0}^{\infty }f(n)-\int _{0}^{\infty }f(x)\,dx=f(0)/2+i\int _{0}^{\infty }{\frac {f(it)-f(-it)}{e^{2\pi t}-1}}\,dt}
ami kifejezi a kapcsolatot egy direkt összeg és integrálja között.

## Bizonyítása
Legyen  zN nullhelye f-nek. Írhatjuk, hogy  f(z) = (z − zN)kg(z)
ahol k a nullhely multiplicitása, így g(zN) ≠ 0. Kapjuk, hogy 
{\displaystyle f'(z)=k(z-z_{N})^{k-1}g(z)+(z-z_{N})^{k}g'(z)\,\!}
és 
{\displaystyle {f'(z) \over f(z)}={k \over z-z_{N}}+{g'(z) \over g(z)}.}
Mivel   g(zN) ≠ 0, következik, hogy a  g' (z)/g(z) függvénynek nincs szingularitása zN-ben, ezért itt analitikus, ennek következtében f′(z)/f(z) reziduuma a  zN helyen k.
Legyen zP pólusa  f-nek. Írhatjuk, hogy f(z) = (z − zP)−mh(z)
ahol m a pólus rendje, és h(zP) ≠ 0. Ekkor a fentiekhez hasonlóan 
{\displaystyle f'(z)=-m(z-z_{P})^{-m-1}h(z)+(z-z_{P})^{-m}h'(z)\,\!.}
és
{\displaystyle {f'(z) \over f(z)}={-m \over z-z_{P}}+{h'(z) \over h(z)}}
Következik, hogy a h′(z)/h(z) függvénynek nincs szingularitása a zP helyen, mivel  h(zP) ≠ 0, ezért itt analitikus, ennek következtében  f′(z)/f(z) reziduuma a zP helyen −m.
Összetéve: f minden k-szoros zN nullhelye az f′(z)/f(z) egyszerű pólusa k reziduummal, és minden m rendű zP pólus f′(z)/f(z) egyszerű pólusa,  −m reziduummal. Továbbá megmutatható, hogy az f′(z)/f(z) függvénynek nincsenek további pólusai, így további reziduumai sem.
A reziduumtétel miatt a C menti integrál  2πi és a reziduumok szorzata. Továbbá az összeg  k minden zN esetén, a nullhelyeket multiplicitással számolva, és hasonló teljesül a pólusokra is, így a tétel bizonyítása kész.

## Története
Frank Smithies könyve szerint (Cauchy and the Creation of Complex Function Theory, Cambridge University Press, 1997, p. 177) Augustin-Louis Cauchy 1831 november 27-én egy fentihez hasonló tételt mutatott be Turinban, a Piemont-Szardínia Királyság fővárosában, Franciaországtól távol. Azonban abban a tételben csak nullhelyekről volt szó, pólusokról nem. 1874-ben adták ki a képletet, de kézírásos formában, ami így nehezen olvasható. Cauchy 1855-ben egy cikkben diszkutálta a tételt, és abban már a pólusok is benne voltak.